# Почапівська сільська рада (Любомльський район)
Почапівська сільська рада — колишня адміністративно-територіальна одиниця та орган місцевого самоврядування в Любомльському районі Волинської області (Україна) з адміністративним центром у селі Почапи.
Припинила існування 23 листопада 2017 року через об'єднання в Любомльську міську громаду Волинської області.

## Загальні відомості
Водоймища на території, підпорядкованій даній раді: річка Вижівка.

## Населені пункти
Сільській раді підпорядковувались населені пункти:
- с. Почапи
- с. Вигнанка
- с. Чорноплеси

## Склад ради
Рада складалась з 16 депутатів та голови.

### Керівний склад ради
| ПІБ                         | Основні відомості                                                 | Дата обрання | Дата звільнення |
| --------------------------- | ----------------------------------------------------------------- | ------------ | --------------- |
| Оніщук Валентина Степанівна | Сільський голова, 1963 року народження, освіта                    | 26.03.2006   | 31.10.2010      |
| Оніщук Валентина Степанівна | Сільський голова, 1963 року народження, освіта вища, позапартійна | 31.10.2010   | 02.06.2013      |
| Дубій Анатолій Григорович   | Сільський голова, 1963 року народження, освіта вища, безпартійний | 02.06.2013   |                 |

Примітка: таблиця складена за даними джерела

## Населення
Згідно з переписом УРСР 1989 року чисельність наявного населення сільської ради становила 1002 особи, з яких 471 чоловік та 531 жінка.
За переписом населення України 2001 року в сільській раді мешкало 936 осіб.

### Мова
Розподіл населення за рідною мовою за даними перепису 2001 року:
| Мова       | Відсоток |
| ---------- | -------- |
| українська | 99,79 %  |
| російська  | 0,21 %   |